# National Football League

Delstater med:
AFC-lag
NFC-lag
Både New York Giants och New York Jets har hemmaplan i New Jersey, vilket förklarar delstaten New Yorks färg.

National Football League (NFL) är en professionell liga för amerikansk fotboll i USA. Varje lag spelar 17 matcher och varje lag får en veckas paus ("bye-week") under grundserien som börjar i september och slutar i januari. Ligan är uppdelad i två serier ("conferences") som heter AFC och NFC. Serieindelningen följer inte regionala aspekter utan har sin grund i att det sedan 1960 fanns två konkurrerande högsta ligor som slogs ihop 1966. Vid slutet av grundserien kvalificerar sig sju lag från varje serie till slutspel som är en utslagsturnering där de två sist kvarvarande lagen spelar finalmatchen i den så kallade Super Bowl som uppstod när AFC och NFC slogs ihop. Finalmatchen spelas i februari på en förvald plats som normalt är en stad som har ett NFL-lag eller ett populärt college-lag. Uppemot 90 miljoner amerikaner tittar årligen på Super Bowl. En vecka innan Super Bowl spelar utvalda spelare från både AFC och NFC i Pro Bowl, ligans all-star-match. Tidigare spelades matchen på Hawaii men från och med 2015 spelas den på samma arena som årets Super Bowl. År 2022 ändrades formatet för Pro Bowl från en årlig match mellan de två konferenserna till ett evenemang med aktiviteter som pågår i två dagar.

## Historia

### Grundandet
1920 bildades American Professional Football Association som 1922 kom att byta namn till National Football League (NFL). 1920 fanns en rad olika problem inom proffsfotbollen såsom ökande lönekostnader, spelares konstanta byten av klubbar på grund av lukrativa löneökningar och användandet av collegespelare som fortfarande studerade. För att lösa detta togs en plan fram för att skapa en liga där alla lag var tvungna att följa ett visst reglemente. Den 20 augusti 1920 hölls det första mötet i Canton i Ohio i en bilförsäljningslokal där representanter från Akron Pros, Canton Bulldogs, Cleveland Indians samt Dayton Triangles närvarade. Namnet som man enades om var American Professional Football Conference som en månad senare, den 17 september, justerades till American Professional Football Association (APFA) vid ett nytt möte. Denna gång representerades, förutom de tidigare nämnda fyra lagen från det första mötet, också Hammond Pros, Muncie Flyers, Rochester Jeffersons, Rock Island Independents, Decatur Staleys och Racine Cardinals. Sammanslutningen var allt annan än stabil då inget lag betalade medlemsavgiften på 100 $ och inget gemensamt spelschema skapades vilket resulterade i att vissa lag spelade fler matcher än andra och dessutom mot lag utanför APFA. 

Orter där dagens NFL-lag har sina arenor.

Under året utökades ligan med Buffalo All-Americans, Chicago Tigers, Columbus Panhandles, och Detroit Heralds. Den 26 september spelades den första matchen med ett lag från APFA då Rock Island Independents på sin hemmaplan Rock Island’s Douglas Park inför 800 åskådare besegrade St. Paul Ideals (som inte tillhörde ligan) med 48-0. Veckan efter, den 3 oktober, spelades den första matchen mellan två lag från APFA då Dayton Triangles besegrade Columbus Panhandles med 14-0. Mot slutet av året var ligan fortfarande en lös sammanhållning då bland annat Chicago och Detroit lagt ner sin verksamhet. Under slutet av säsongen spelade dock Akron, Buffalo, Canton och Decatur om mästerskapstiteln där Akron slutligen var det enda obesegrade laget i ligan. I slutet av april arrangerades ett ligamöte där Akron formellt utsågs till vinnaren av mästerskapet men det krävdes bättre organisation och reglemente för att kunna säkerställa vem som skulle utses till mästare i framtiden.
Efter en omorganisation i ligans ledning skapades regler som alla i ligan var tvungna att respektera, såsom begränsade spelarövergångar och territoriella rättigheter. Dessutom infördes ett system för att föra statistik över ställningen i ligan för att det inte skulle råda några tvivel om vilka som blev mästare. 1921 släpptes Green Bay Packers in i ligan och är en av endast tre nuvarande NFL-klubbar som var med när ligan tog namnet National Football League 1922. De andra två lagen är Chicago Bears och Arizona Cardinals.
Bears hette från början Decatur Staleys men såldes 1921 och flyttades till Chicago där de under första året behöll namnet Staleys innan man 1922 bytte till Bears. Arizona Cardinals fick sitt nuvarande namn först 1994 men grunden lades i Chicago redan 1898 och har genomgått en rad olika namn och stadsbyten från det ursprungliga Morgan Athletic Club, Racine Cardinals och Chicago Cardinals.
1921 slutade Akron återigen som mästare efter att ha vunnit 9 av 11 matcher. Det gjorde visserligen även Buffalo (9 vinster på 12 matcher) men ligans president Joe Carr gav titeln till Akron. Under säsongen visade det sig att Green Bay tvärtemot reglerna använt sig av collegespelare vilket klubben erkände och drog sig ur ligan. Curly Lambeau som var med och grundade laget lyckades dock köpa loss laget delvis för egna pengar och lovade att följa reglerna vilket ledde till att Green Bay kom att fortsätta spel i ligan.
Under sommaren 1922 träffades representanter från mer än 20 klubbar i Cleveland för att komma överens om nya regler för ligan. Namnet American Professional Football Association skrotades och ligan bytte till dagens namn National Football League. Nya regler för collegespelare skrevs där de förbjöds att delta i ligan med hot om böter för klubben och vid upprepade förseelser skulle klubbarna riskera att bli uteslutna. Det var även vanligt att collegespelare angav falska namn för att kunna spela i de professionella lagen. Straffet för att bryta mot detta förbud skulle resultera i att spelaren uteslöts från ligan permanent.

### 1920- och 1930-talen

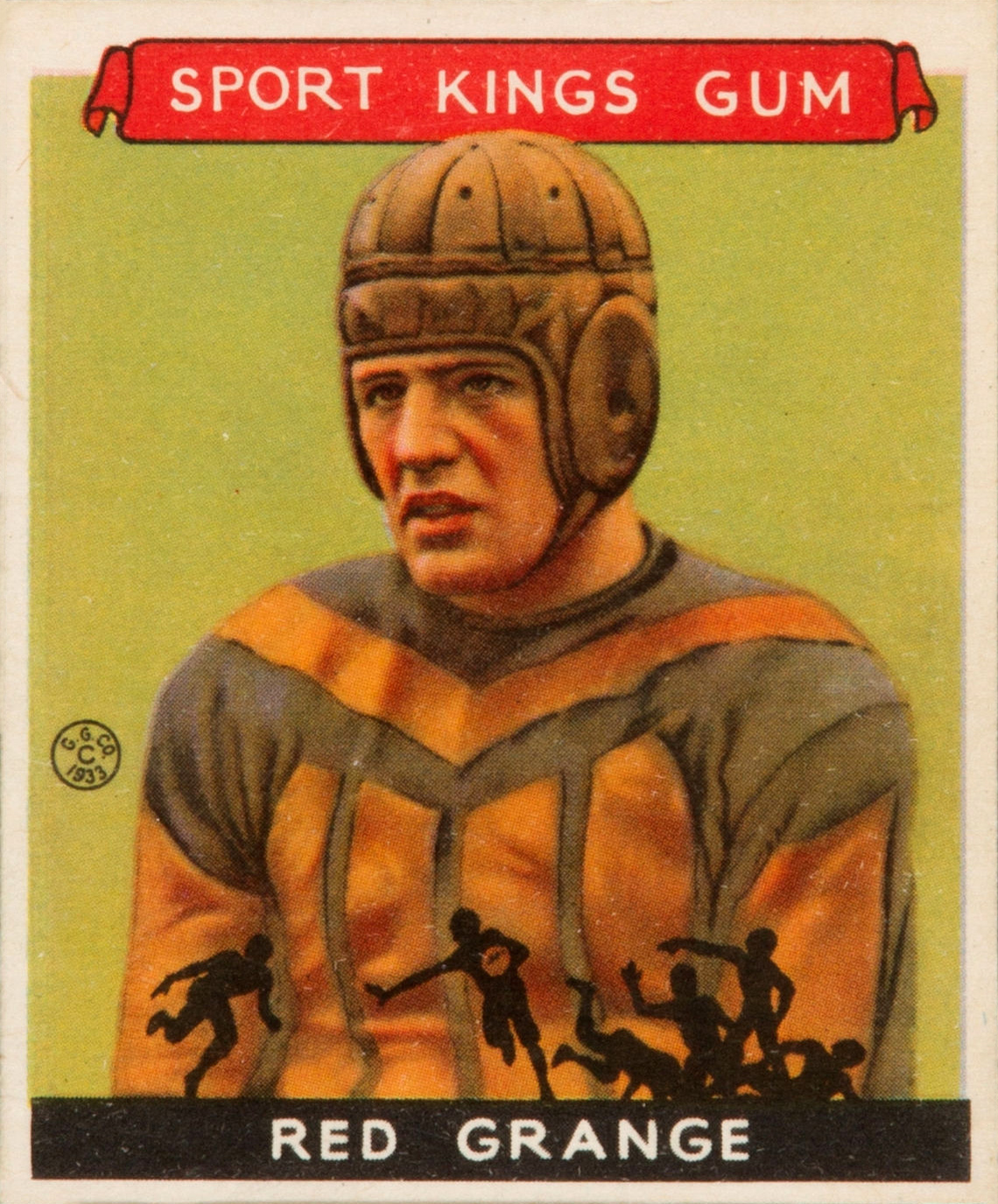
Red Grange

Efter att ligan bytt namn till NFL följde en femårsperiod där hela 33 lag deltog i ligan under minst en säsong då ligan innehöll mellan 18 och 22 lag per säsong. Utöver Green Bay Packers, Chicago Bears och nuvarande Arizona Cardinals var det bara New York Giants som gick med i ligan 1925 som klarade sig kvar till den nuvarande ligan. 1925 värvade Chicago Bears Red Grange som blev en av ligans första stora profiler och allt större publik drogs till deras matcher vilket också lyfte resten av ligan. I ett derby mellan Bears och Chicago Cardinals var publiken hela 36 000 vilket var dåtidens största publiksiffra inom amerikansk fotboll. Senare under säsongen kom över 70 000 att se på Bears bortamatcher i både New York och Los Angeles. Därefter kom alltfler duktiga collegespelare att börja spela i proffslagen vilket ledde till att ligan fick större ekonomiskt stöd.
Amerikansk fotboll var under denna tid mycket mer populärt på collegenivå samtidigt som spelarna i NFL-lagen hade sporten som ett deltidsarbete med andra arbeten vid sidan av. NFL var inte den enda professionella ligan för amerikansk fotboll i USA och har genom åren haft ett antal större och mindre konkurrenter. En av dessa uppstod 1926 som American Football League (AFL) som dock fick lägga ned ligan efter endast en säsong. Innan ligan lades ned spelade mästaren från AFL Philadelphia Quakers en match mot New York Giants som Giants vann med 31-0. För att stärka ligan valde ledningen i NFL att banta ligan till 12 lag inför 1927 års säsong och blev därmed av med de svagaste lagen ur finansiell synvinkel, året efter försvann ytterligare två lag ur ligan och 1932 bestod ligan av rekordlåga åtta lag vilket fortfarande är det lägsta antalet lag som deltagit under en säsong.[källa behövs]

1930-talet kom att medföra en rad olika förändringar i ligan vilket kom att ha stor påverkan. 1932 började ligan bokföra statistik utöver poängställning genom att även föra individuell statistik över hur många passningar spelare fångade och hur många yards de sprang med bollen. Samma år slutade de två bästa lagen på samma antal vunna matcher vilket ledde till att en extra match mellan lagen fick spelas för att utse en mästare.[källa behövs] Året efter införde ligan en permanent finalmatch som skulle avgöra vilka som blev mästare varje år, dessutom gjorde man en rad förändringar i reglerna om bland annat hur planerna skulle vara utformade samt ett nytt reglemente kring hur man fick passa bollen framåt. Innan dess hade den professionella delen av amerikansk fotboll mer eller mindre följt samma reglemente som collegeskolorna spelade efter men tog nu ett steg mot att bli en mer distinkt liga. 

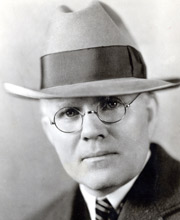
Joe Carr, president för NFL 1921-1939

1934 tog ligan ytterligare ett steg framåt i sin tillväxt då matchen mellan Chicago Bears och Detroit Lions på thanksgiving blev den första matchen att sändas på nationell radio och den första tv-sända matchen spelades 1939.[källa behövs] 1935 lades det fram att förslag att från och med 1936 skulle ett draftsystem införas där lagen i en förutbestämd ordning fick välja vilka collegespelare de ville värva till sina lag, vilket skulle eliminera konkurrens om samma spelare genom kontraktsförhandlingar. Det är ett system som lever kvar än idag, om än i olika former, och andra amerikanska lagsporter på professionell nivå har också någon form av draftsystem. Jay Berwanger från Chicago blev den första spelaren att bli vald i en draft då Philadelphia Eagles valde honom för att sedan byta bort sina rättigheter till honom till Chicago Bears, men Berwanger kom aldrig att spela en enda proffsmatch.
1939 blev slutet på en epok när ligans president sedan 1921 Joe Carr avled men den lilla bräckliga liga han tog över 1921 hade vid slutet av 1930-talet växt till sig ordentligt och uppnådde 1939 för första gången totalt över en miljon åskådare under en hel säsong.

## Seriesystem
National Football League är först uppdelat i två serier, "konferenser", American Football Conference och National Football Conference. Dessa är i sin tur indelade i fyra divisioner med fyra lag i varje. Lagen inom respektive division spelar mot varandra två gånger under serien, dessutom möts lagen mellan divisionerna enligt ett rullande schema som löper över flera år och de möter varandra mellan divisionerna i ett slutspel beroende på placering. Med slutspelet koras respektive konferensmästare. De båda mästarlagen möter varandra i Super Bowl, som är en finalmatch som spelats sedan 1966 och som avgör vem som är segrare i National Football League.

## Klubbarna i NFL
För närvarande finns det 32 NFL-klubbar. Varje klubb får ha högst 53 spelare under grundserien. NFL är den enda av de fem stora professionella idrottsligorna i Nordamerika där alla medverkande klubbar är från USA. Största orsaken till detta är att i Kanada spelas kanadensisk fotboll som påminner om amerikansk fotboll men skiljer sig i regelverket.
De flesta storstäder i USA har en klubb i NFL. Ett undantag är landets sjunde största stad San Antonio i Texas. Dallas Cowboys är den mest lukrativa NFL-klubben och även den mest lukrativa idrottsklubben i världen, och hade 2020 ett värde på cirka 5,5 miljarder dollar.
Sedan säsongen 2002 var klubbarna indelade enligt följande:
| American Football Conference |                       |                                       |                                          |
| Division                     | Klubb                 | Arena                                 | Stad/Område                              |
| East                         | Buffalo Bills         | Highmark Stadium                      | Orchard Park, New York (Buffalo)         |
| East                         | Miami Dolphins        | Hard Rock Stadium                     | Miami Gardens, Florida (Miami)           |
| East                         | New England Patriots  | Gillette Stadium                      | Foxborough, Massachusetts (Boston)       |
| East                         | New York Jets         | MetLife Stadium                       | East Rutherford, New Jersey (New York)   |
| North                        | Baltimore Ravens      | M&T Bank Stadium                      | Baltimore, Maryland                      |
| North                        | Cincinnati Bengals    | Paul Brown Stadium                    | Cincinnati, Ohio                         |
| North                        | Cleveland Browns      | FirstEnergy Stadium                   | Cleveland, Ohio                          |
| North                        | Pittsburgh Steelers   | Heinz Field                           | Pittsburgh, Pennsylvania                 |
| South                        | Houston Texans        | NRG Stadium                           | Houston, Texas                           |
| South                        | Indianapolis Colts    | Lucas Oil Stadium                     | Indianapolis, Indiana                    |
| South                        | Jacksonville Jaguars  | TIAA Bank Field (och Wembley Stadium) | Jacksonville, Florida                    |
| South                        | Tennessee Titans      | Nissan Stadium                        | Nashville, Tennessee                     |
| West                         | Denver Broncos        | Broncos Stadium at Mile High          | Denver, Colorado                         |
| West                         | Kansas City Chiefs    | Arrowhead Stadium                     | Kansas City, Missouri                    |
| West                         | Las Vegas Raiders     | Allegiant Stadium                     | Las Vegas, Nevada                        |
| West                         | Los Angeles Chargers  | Dignity Health Sports Park            | Carson, Kalifornien                      |
| National Football Conference |                       |                                       |                                          |
| Division                     | Klubb                 | Arena                                 | Stad/Område                              |
| East                         | Dallas Cowboys        | AT&T Stadium                          | Arlington, Texas (Dallas)                |
| East                         | New York Giants       | MetLife Stadium                       | East Rutherford, New Jersey (New York)   |
| East                         | Philadelphia Eagles   | Lincoln Financial Field               | Philadelphia, Pennsylvania               |
| East                         | Washington Commanders | FedEx Field                           | Landover, Maryland (Washington, D.C.)    |
| North                        | Chicago Bears         | Soldier Field                         | Chicago, Illinois                        |
| North                        | Detroit Lions         | Ford Field                            | Detroit, Michigan                        |
| North                        | Green Bay Packers     | Lambeau Field                         | Green Bay, Wisconsin                     |
| North                        | Minnesota Vikings     | U.S. Bank Stadium                     | Minneapolis, Minnesota                   |
| South                        | Atlanta Falcons       | Mercedes-Benz Stadium                 | Atlanta, Georgia                         |
| South                        | Carolina Panthers     | Bank of America Stadium               | Charlotte, North Carolina                |
| South                        | New Orleans Saints    | Mercedes-Benz Superdome               | New Orleans, Louisiana                   |
| South                        | Tampa Bay Buccaneers  | Raymond James Stadium                 | Tampa, Florida                           |
| West                         | Arizona Cardinals     | State Farm Stadium                    | Glendale, Arizona (Phoenix)              |
| West                         | Los Angeles Rams      | Los Angeles Memorial Coliseum         | Los Angeles, Kalifornien                 |
| West                         | San Francisco 49ers   | Levi's Stadium                        | Santa Clara, Kalifornien (San Francisco) |
| West                         | Seattle Seahawks      | CenturyLink Field                     | Seattle, Washington                      |

## Säsongstruktur
Från och med säsongen 2021 spelas NFL enligt:
- Försäsong (en: preseason) där tre vänskapsmatcher spelas från juli till slutet av augusti.
- Grundserien (en: regular season) som är 18 veckor lång där varje lag spelar 17 matcher från september till december.
- Slutspel (en: playoffs) där 14 lag medverkar och kulminerar i finalen Super Bowl tidigt i februari.[9]

### Försäsong
Under sommaren spelar de flesta NFL-lag tre försäsongsmatcher, som kan liknas vid tränings- eller vänskapsmatcher, mellan augusti och september. Även Pro Football Hall of Fame Game och American Bowl spelas under perioden där fyra lag medverkar.
Försäsongsmatcherna är bra för nya spelare som inte är vana att spela inför stor publik. Även lagens tränarstaber använder matcherna för att se hur nykontrakterade spelare klarar sig. Erfarna NFL-spelare spelar normalt sett endast en "quarter" i varje match för att undvika eventuella skador.

### Grundserien
NFL-säsongen startar i september. Normalt sett brukade det första matcherna spelas första söndagen mellan den 7 och 13 september, men sedan säsongen 2002 spelas den första matchen på torsdagen innan den söndagen. From 2021 spelar varje lag 17 matcher under en 18-veckorsperiod. Traditionellt spelas varje match på söndag eftermiddag, förutom en match som varje vecka spelas söndag kväll samt en annan match på måndag kväll - känd som Monday Night Football. Under de sista veckorna av grundserien (när NCAA-ligans grundspel är färdigspelat) brukar NFL-matcherna läggas på lördag- eller torsdagskvällar och visas nationellt på TV.
Varje lags matchprogram under grundserien schemaläggs enligt en fördefinierad formel:
- Varje lag i samma division möter varandra två gånger: en hemma- och en bortamatch (totalt sex matcher).
- Varje lag möter fyra andra lag i samma konferens (en: conference) en gång i en roterande treårscykel: två hemma- och två bortamatcher (totalt fyra matcher).
- Varje lag möter fyra lag från en division i den andra konferensen en gång i en roterande fyraårscykel: två hemma- och två bortamatcher (totalt fyra matcher).
- Varje lag möter lagen som slutat på samma placering i de andra divisionerna i samma konferens: en hemma- och en bortamatch (totalt två matcher).

Denna schemaläggning garanterar att alla lag kommer spela hos alla andra lags hemmaarenor åtminstone en gång vart åttonde år. Ovanstående schemaprocedur gällde från 2002 till 2009.

#### Flexibel schemaläggning
Under de sista sju veckorna av säsongen 2006 började NFL använda sig av ett så kallat "flexibelt schemaläggnings"-system. Systemet är designat så att ligan har möjligheten att välja ut en av minst två matcher som visas på söndagskvällar. Under julhelgen försöker man undvika Julmatcher i NFL den 25 december men om det faller in naturligt på en söndag kan en eller två matcher spelas på det datumet.

### Slutspel
Säsongen avslutas med en turnering för 14 lag där två av dem går vidare till finalmatchen Super Bowl. Till slutspelet går sju lag från vardera av ligans två konferenser - American Football Conference (AFC) och National Football Conference (NFC) -  enligt:
- Fyra divisionssegrarna från varje konferens (laget i varje division med flest vunna och oavgjorda matcher under grundserien). Rankas 1 till 4 i slutspelet.
- Tre jokrar (en: wild cards) från varje konferens (tre lag som inte vann sin division men har de bästa vinstprocenten efter divisionssegrarna. Rankas 5, 6 och 7 i slutspelet.som

Laget med den högsta rankingen i respektive konferens står över den första slutspelsomgången och är direktkvalificerade till omgång två, kallad Divisional Playoff. Resterande lag möts i den första slutspelsomgången, som kallas Wild Card Playoffs (även Wild Card Weekend). I varje omgång av slutspelet möter alltid det högst rankade laget det sämst rankade laget. Laget med bäst rankning får även fördel med hemmaplan.
De två lagen som vinner matcherna i Divisional Playoff möts i en konferensfinal (en: Conference Championship). Konferensvinnarna möts sedan i den stora finalmatchen som kallas Super Bowl.

## Svenskar i NFL
| Namn                       | Lag                                       | Antal matcher | Position                       | År                 | Utmärkelse       |
| -------------------------- | ----------------------------------------- | ------------- | ------------------------------ | ------------------ | ---------------- |
| Karl Hilmer "Pike" Johnson | Akron Pros                                | 22 matcher    | Guard                          | 1920-1921          | NFL-mästare 1920 |
| Gustav ”Curly” Oden        | Providence Steam Roller och Boston Braves | 13 matcher.   | Running back och Punt returner | 1925-1931 och 1932 |                  |
| Stone Hallquist            | Milwaukee Badgers                         | 9 matcher.    | running back                   | 1926               |                  |
| Chris Gartner              | Cleveland Bulldogs                        | 11 matcher    |                                | 1974               |                  |
| Ove Johansson              | Philadelphia Eagles                       | 2 matcher     | Placekicker                    | 1977               |                  |
| Göran Lingmerth            | Cleveland Browns                          |               | Kicker                         | 1987               |                  |
| Björn Nittmo               | New York Giants                           | 6 matcher     | Kicker                         | 1989               |                  |
| Ola Kimrin                 | Washington Redskins                       | 5 matcher     | Placekicker                    | 2004               |                  |

## Lista över presidenter/kommissarier
De som har innehaft positionen som högste chef för NFL.
- Ralph Hay, 1920 (temporär sekreterare)[11]

President
- Jim Thorpe, 1920
- Joseph Carr, 1921–1939
- Carl Storck, 1939–1941

Kommissarie
- Elmer Layden, 1941–1946
- Bert Bell, 1946–1959
- Austin Gunsel, 1959–1960
- Pete Rozelle, 1960–1989
- Paul Tagliabue, 1989–2006
- Roger Goodell, 2006–